# Porte Querquétulane
La Porte Querquétulane (latin : Porta Querquetulana ou Porta Querquetularia) est une des portes du mur servien, située entre la Porte Esquiline et la Porte Caelimontane.

## Localisation
La porte se trouve sur le Caelius, au sud de la Porte Esquiline, près de l'église des SS. Quatro Coronati. Elle enjambe la via Tusculana qui mène vers le sud-est, vers la vallée du Colisée.

## Histoire
La porte tire son nom d'un bois sacrée de chêne contenant un petit sanctuaire (Larum Querquetulanum sacellum) dédié aux nymphes Querquetulanae virae et situé à l'intérieur de l'enceinte servienne, juste derrière la porte,.